# Barrios de Pontevedra

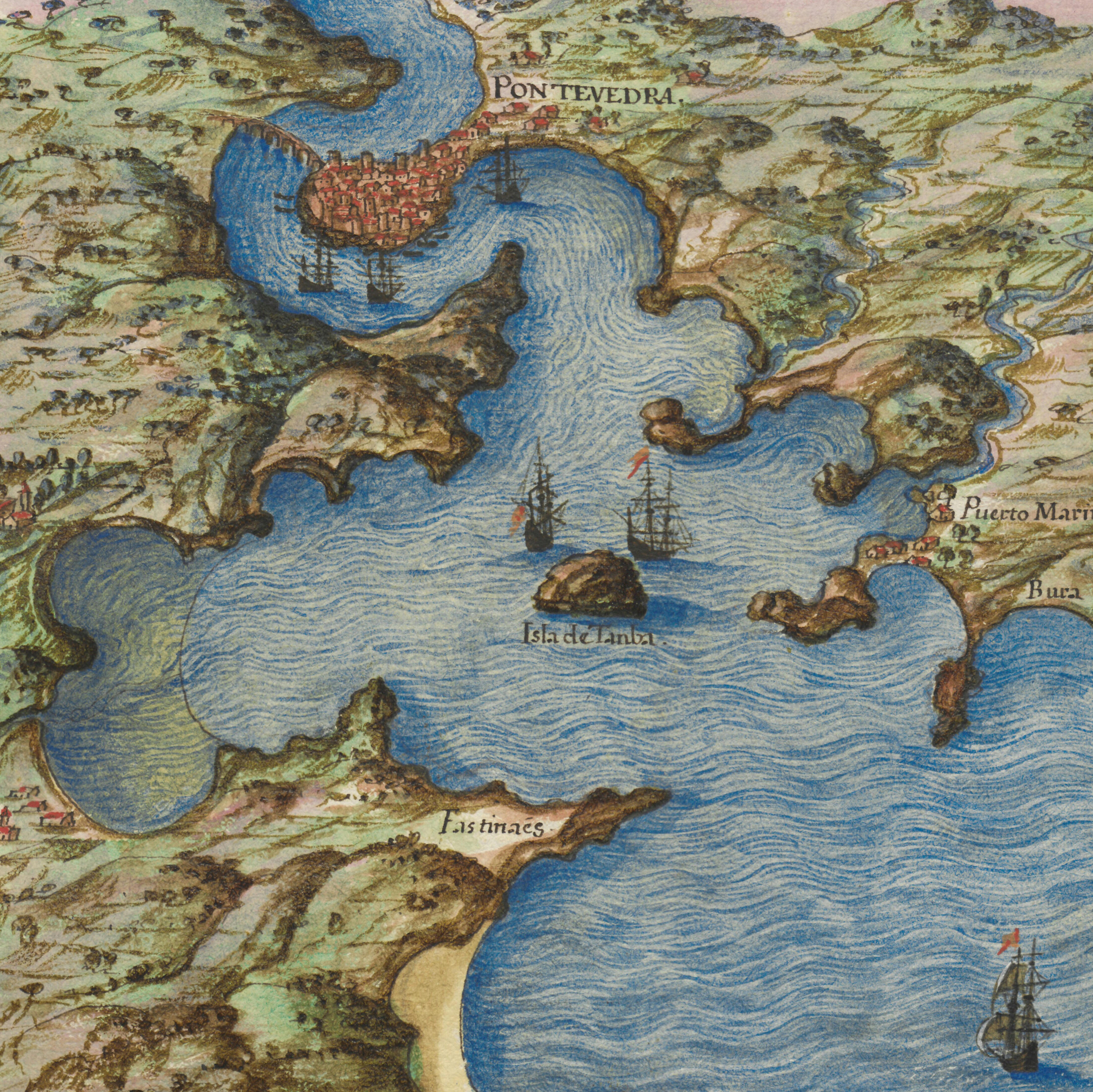
Pontevedra en 1634 al fondo de la ría de Pontevedra.

Los barrios de Pontevedra son unidades territoriales de diferente extensión que forman parte de la ciudad española de Pontevedra. La ciudad y el municipio de Pontevedra están constituidos por un gran número de barrios, algunos de los cuales se encuentran en el centro de la ciudad y otros en la periferia. 
La capital pontevedresa presenta una gran diversidad de barrios que reflejan su evolución histórica, social y urbanística. Desde el centro histórico, con su valioso patrimonio monumental y medieval, hasta los arrabales tradicionales como A Moureira y O Burgo, ligados a su pasado marinero y jacobeo, cada barrio tiene una identidad única. Barrios como el Ensanche, Campolongo, Monte Porreiro o Mollavao marcan la expansión urbana de los siglos XIX y XX, mientras que otros como A Eiriña, Tafisa-A Seca, A Parda o Valdecorvos ilustran los cambios recientes y la modernización de la ciudad. En conjunto, estos barrios conforman un mosaico urbano que articula el presente urbano de Pontevedra.

## Barrios históricos

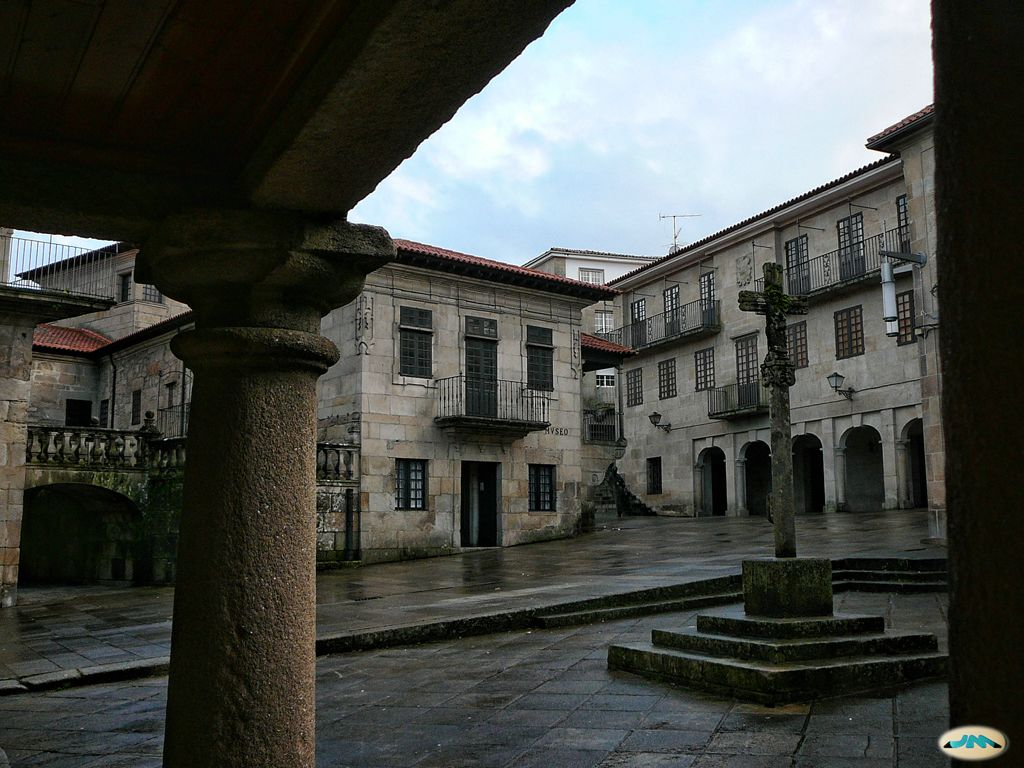
La plaza de la Leña en el centro histórico.

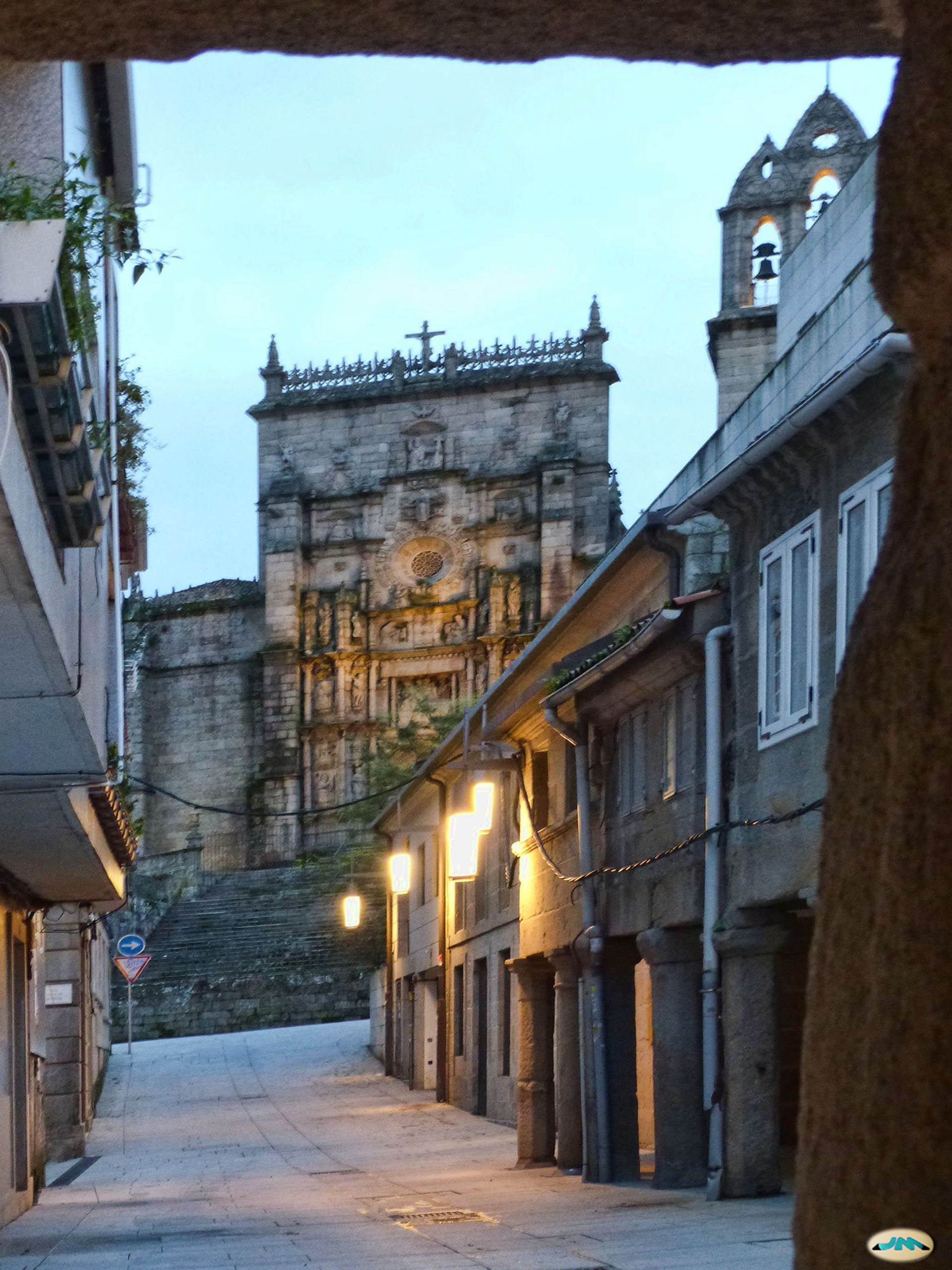
Calle Xan Guillermo en A Moureira.

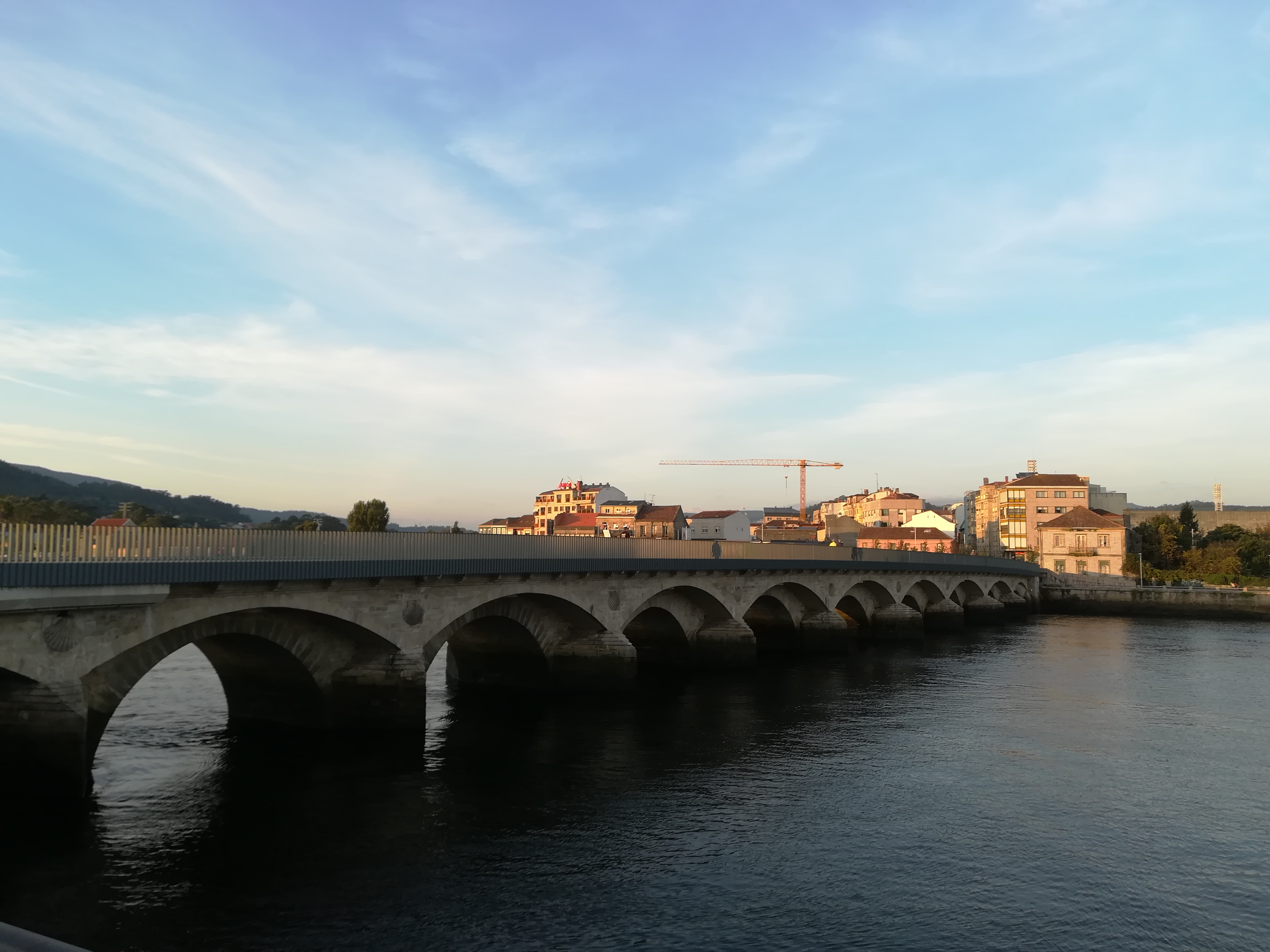
Puente del Burgo y barrio de O Burgo al fondo.

- Centro histórico de Pontevedra (en gallego Casco antigo): El centro histórico de Pontevedra cuenta con más de 2.100 habitantes[1][2] y es el segundo conjunto monumental más destacado de Galicia, solo por detrás del de Santiago de Compostela.[3][4][5] Declarado conjunto histórico-artístico en 1951,[6]  constituye el núcleo original de la ciudad y conserva una valiosa muestra de arquitectura medieval, moderna y contemporánea. Su trazado urbano, de estructura típicamente medieval en espina de pez,[6]  incluye calles emblemáticas como Sarmiento, Isabel II, Real, Don Gonzalo o Soportales, así como numerosas plazas de origen comercial y gremial, entre las que destacan la plaza de la Leña, la de Teucro, la de la Verdura y la de la Herrería. En el ámbito religioso, sobresalen la basílica gótico-renacentista de Santa María la Mayor (erigida en el siglo XVI por el Gremio de Mareantes), la iglesia gótica de San Francisco, la iglesia barroca de San Bartolomé y la iglesia barroca de la Virgen Peregrina, símbolo de la ciudad y del Camino Portugués. Entre los edificios civiles más notables, muchos de ellos adornados con escudos nobiliarios,[7] se encuentran la Casa de las Campanas, el Pazo de Mugartegui, el Pazo de García Flórez y el Palacio de los Condes de Maceda. Desde su peatonalización en 1999, el centro histórico ha experimentado una profunda renovación urbana que ha favorecido su conservación y puesta en valor como centro cultural, turístico y comercial de Pontevedra.[8][9]
- A Moureira: A Moureira es uno de los barrios históricos más emblemáticos de Pontevedra, que conserva viva la memoria del pasado marinero de la ciudad.[10] Situado al oeste del casco antiguo, a orillas de la ría de Pontevedra y entre los ríos Lérez y Gafos, este antiguo arrabal se desarrolló fuera de las murallas como núcleo portuario y pesquero.[11][12] Fue el hogar del poderoso Gremio de Mareantes, cuyos miembros vivían y trabajaban entre muelles, astilleros y fábricas de salazón. En su época de mayor esplendor, especialmente entre los siglos XV y XVI, A Moureira convirtió a Pontevedra en un puerto de primer orden del Atlántico europeo, gracias a su comercio marítimo y a la abundancia de sardinas que se exportaban saladas a Flandes e Inglaterra.[13][14][15][16] El barrio se dividía en tres zonas - Moureira de Arriba, de la Barca y de Abajo -, cada una con una función específica dentro de la actividad portuaria. Con el paso de los siglos y la expansión urbana, muchos de sus elementos tradicionales fueron sustituidos por modernos edificios[17] y calles y avenidas como el paseo de Colón o la avenida de Uruguay y la avenida de las Corvaceiras, aunque aún persisten vestigios de su glorioso pasado, como calles empedradas, casas marineras con soportales,[18] y plazas como la del Muelle. Hoy en día, A Moureira forma parte del entramado urbano de Pontevedra, conservando su identidad marinera en la memoria colectiva de la ciudad.
- O Burgo : O Burgo es uno de los barrios con más historia de Pontevedra. Situado al norte del centro histórico, en la margen derecha del río Lérez, es atravesado por el Camino de Santiago Portugués, lo que le confiere un importante valor simbólico y cultural.[19] Su principal arteria es la avenida de La Coruña (antiguo Camino de O Burgo), que lo estructura de norte a sur, mientras que la avenida de Compostela lo separa de la vecina zona de A Xunqueira, un área destacada por sus equipamientos educativos, culturales y deportivos. El barrio debe su nombre al antiguo Burgo Pequeno, uno de los tres arrabales medievales de la ciudad, y su origen se remonta a la época romana, cuando la Vía XIX cruzaba el Lérez por este punto. En la Edad Media, se consolidó como núcleo de población en torno a un puente de origen romano reformado en el siglo XII, convirtiéndose en una de las entradas históricas de Pontevedra.[20] La ermita de Santiago del Burgo, vinculada a una leyenda del Apóstol, fue durante siglos su centro espiritual. En el siglo XIX, el barrio comenzó a expandirse hacia A Caeira,[21] y en el siglo XX se consolidó con la apertura del Estadio de Pasarón, el pabellón municipal de deportes de Pontevedra y la creación de nuevas calles.[22][23]

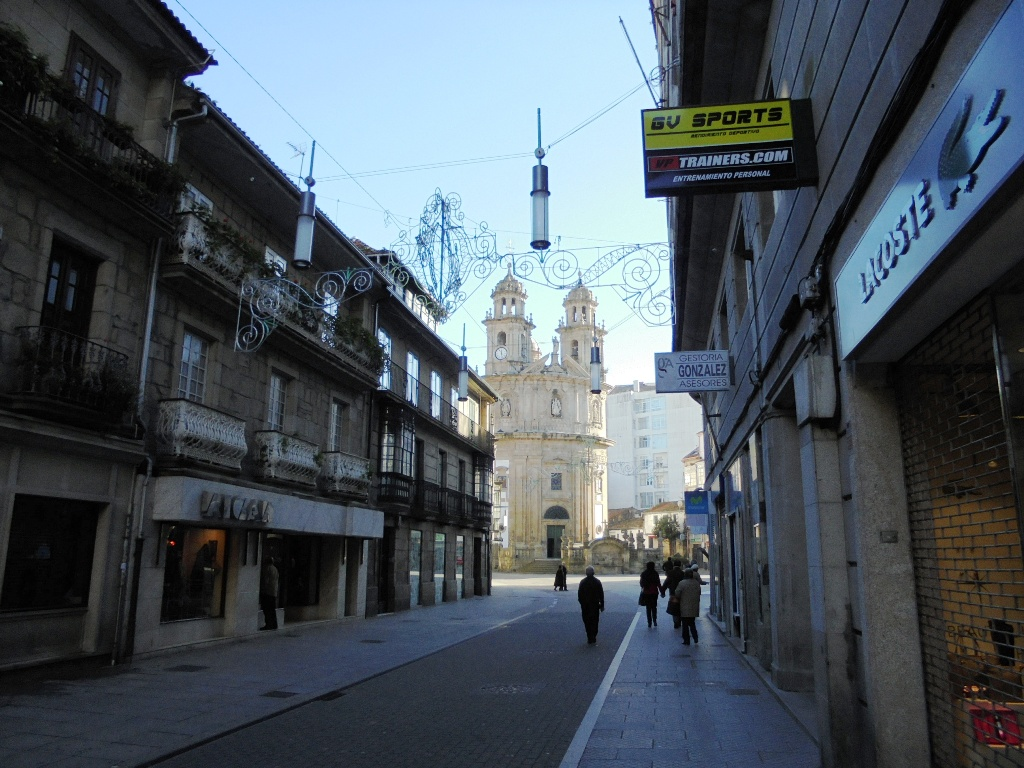
Calle Michelena en el Ensanche.

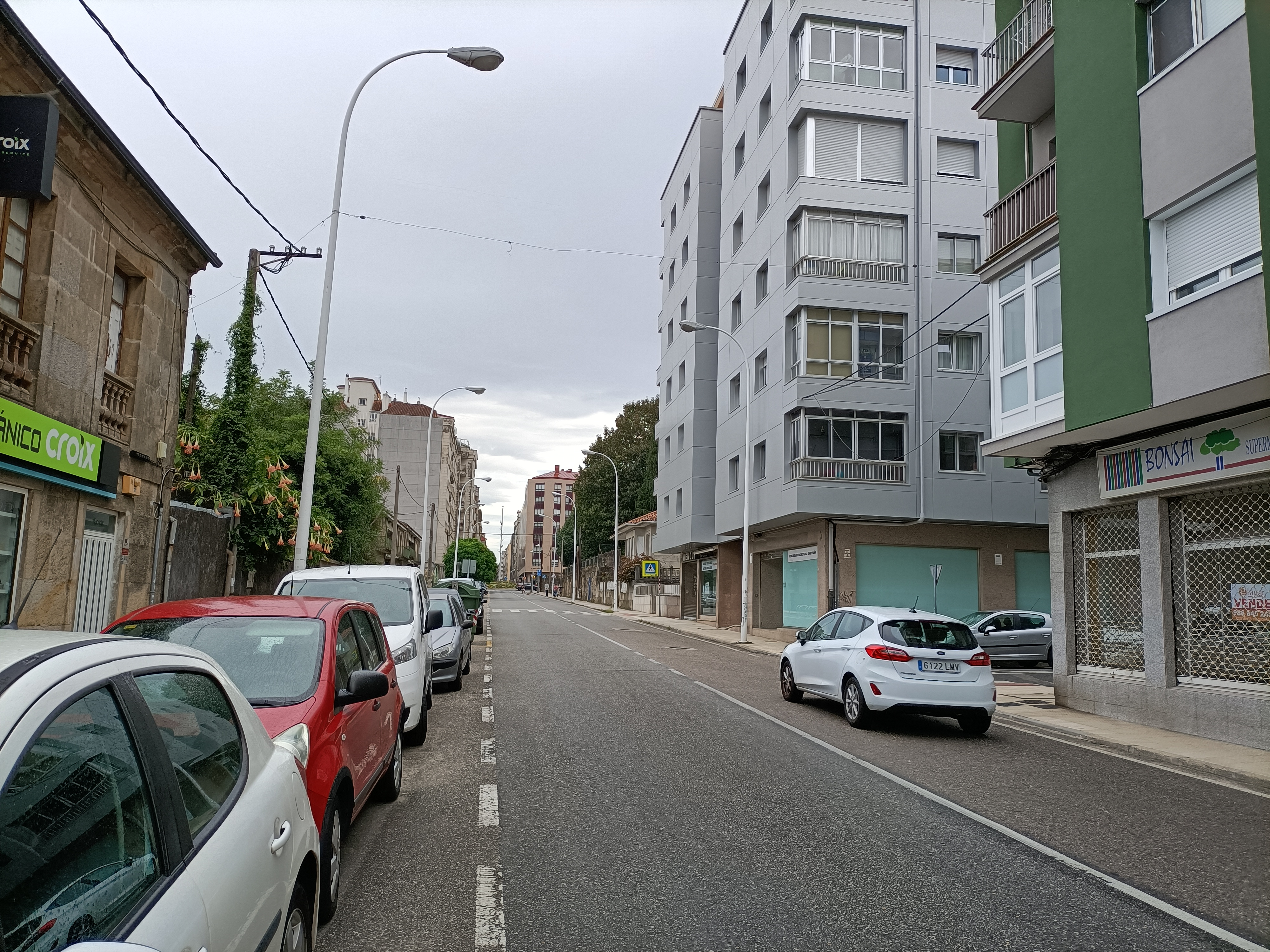
Calle Rosalía de Castro en Mollavao.

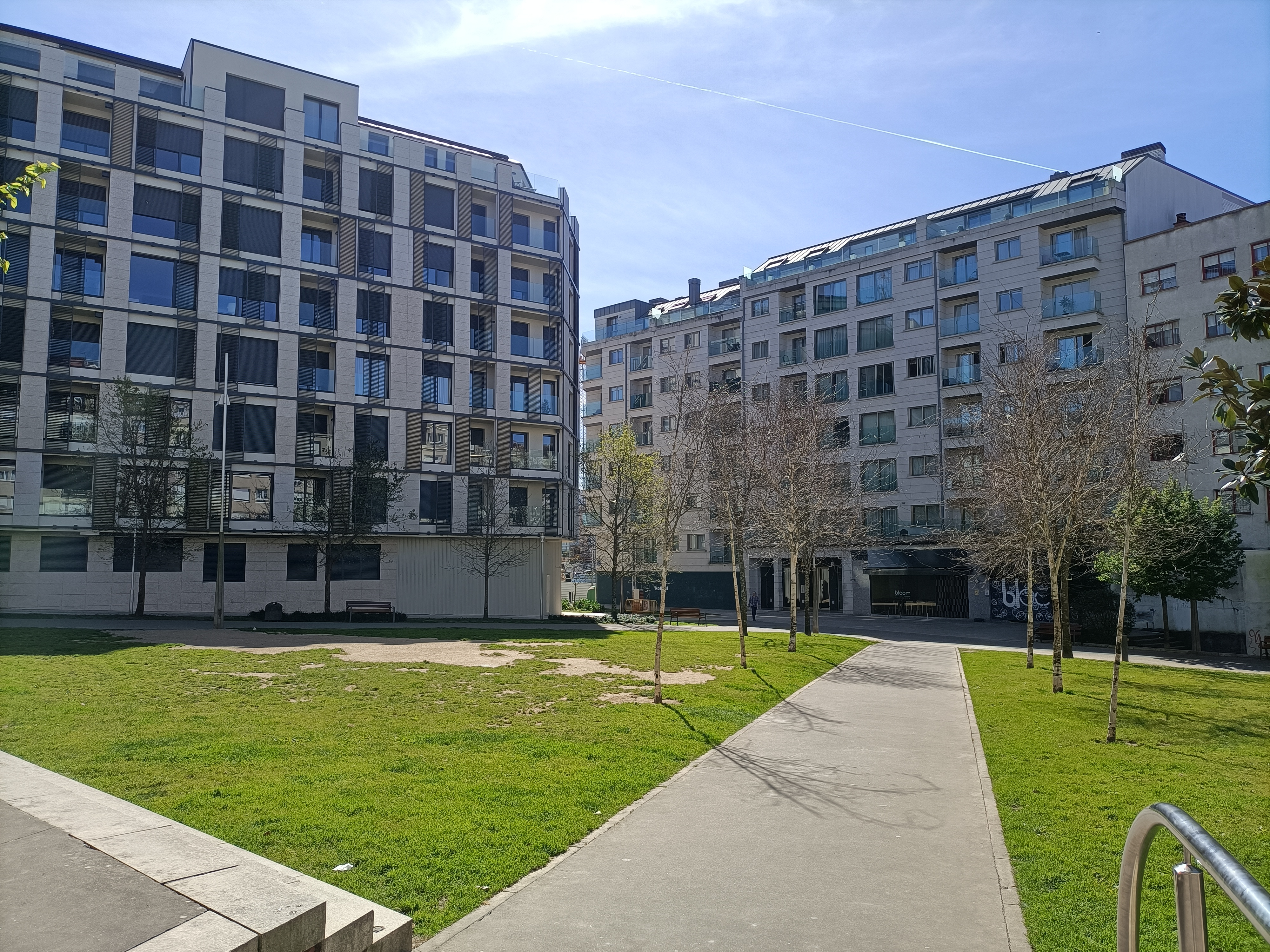
Parque Amalia Álvarez en A Eiriña.

- Ensanche de Pontevedra: Durante el siglo XIX, Pontevedra inició una ambiciosa transformación urbana que dio lugar al primer ensanche de la ciudad, proyectado principalmente hacia el suroeste del centro histórico. Esta ampliación, impulsada por figuras destacadas como el arquitecto Alejandro Sesmero y el político Francisco Antonio Riestra, se organizó a lo largo de los antiguos caminos que conectaban la villa con otras localidades gallegas.[24][25][26][27] El nuevo entramado urbano, trazado sobre ejes como las actuales calles de Michelena, Oliva, Peregrina y Benito Corbal, incorporó amplios espacios públicos como la plaza de España y el parque de las Palmeras, y albergó edificios emblemáticos representativos de la modernidad burguesa.[28][29] El crecimiento continuó hacia el este en el siglo XX con la apertura de nuevas calles y plazas como la plaza de Barcelos o las calles Daniel de la Sota, Sagasta, Virgen del Camino o Joaquín Costa, consolidando el Ensanche como centro neurálgico, comercial y administrativo de Pontevedra. A partir del año 2000, el Ensanche de Pontevedra fue objeto de una profunda reforma urbana que priorizó la peatonalización, la plantación de arbolado y la renovación del mobiliario e iluminación, lo que ha convertido el Ensanche en uno de los espacios más agradables y representativos de la ciudad actual.[30][31]
- Mollavao : Mollavao es un barrio residencial situado al suroeste de Pontevedra, junto a la ría de Pontevedra, cuya historia se remonta al Imperio Romano, cuando funcionaba como antepuerto de la ciudad bajo el nombre de Mollia Vada.[32] A lo largo de los siglos, ha experimentado importantes transformaciones urbanísticas y sociales: desde la construcción en el siglo XVIII de la demolida Capilla de los Santos,[33][34] pasando por el desarrollo de infraestructuras viales como la calle Rosalía de Castro en el siglo XIX, hasta la instalación de viviendas militares en los años 40 del siglo XX[35][36]  y la construcción de la autopista AP-9 en los años 90, que modificó significativamente el paisaje del barrio.[37] Actualmente, Mollavao cuenta con servicios como el centro de salud Casa del Mar, [38] el colegio privado Juan Sebastián Elcano o un parque vial de tráfico.
- A Eiriña:  A Eiriña es uno de los barrios del este de Pontevedra, junto al Ensanche, con una función predominantemente residencial y comercial. Su nombre proviene del gallego eira, que designa el lugar donde antiguamente se realizaban labores agrícolas como la trilla, y su denominación refleja el carácter rural que tuvo en sus orígenes. Situado entre calles como Doctor Loureiro Crespo, Doce de Novembro y la avenida de Eduardo Pondal, A Eiriña comenzó siendo un espacio de fincas, viñedos y eras sin construcciones, tal como aparece en los planos de la ciudad de 1856 y 1910.[39][40] La apertura del Hospital Provincial de Pontevedra en 1897 marcó el inicio de su desarrollo urbano.[41]  A lo largo del siglo XX, el barrio acogió diversos equipamientos significativos, como el antiguo cuartel de la Guardia Civil (1944) y la iglesia de la Virgen del Camino (década de 1970), además de instalaciones deportivas como el recordado Campo del Progreso.[39][42]

## Barrios modernos

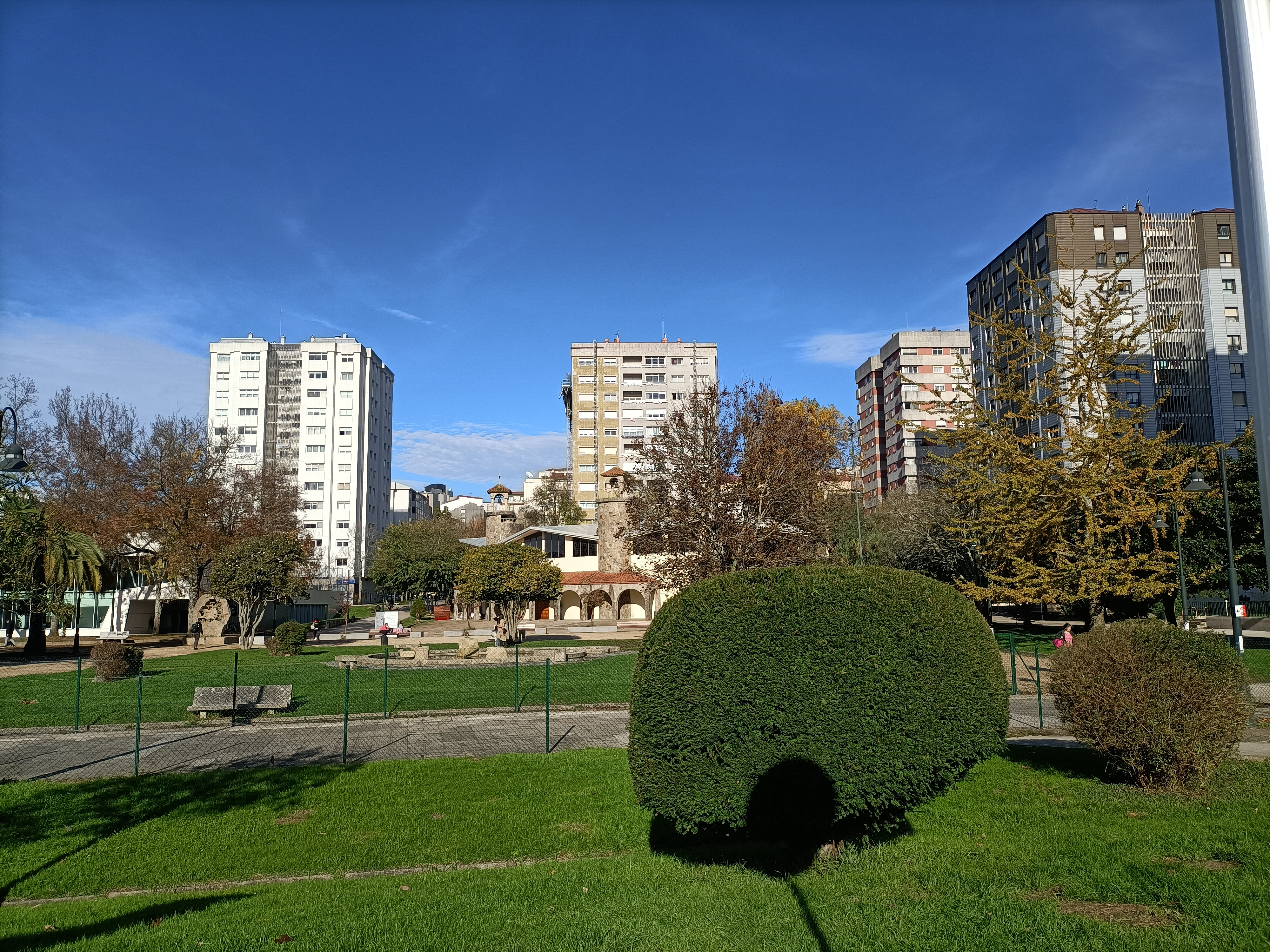
Campolongo.

- Campolongo: Campolongo es un barrio moderno y multifuncional que destaca por su carácter residencial, administrativo, educativo y comercial. Situado al sur del centro urbano, se extiende entre el río Gafos y algunas de las principales avenidas de la ciudad. Su nombre, que significa "campo largo", hace referencia a los terrenos amplios y abiertos que lo caracterizaban en el pasado. A finales del siglo XIX, uno de los elementos más destacados del lugar era el Pazo de los Marqueses de Leis, trasladado piedra a piedra a Madrid a mediados de los años 1960.[43][44] A lo largo del siglo XX, el barrio experimentó una profunda transformación urbana, con hitos como la instalación del Regimiento de Artillería en la década de 1930.[45][46] En las décadas de 1960 y 1970, Campolongo fue objeto de una gran operación urbanística por parte del Ministerio de la Vivienda con la creación del Polígono de Campolongo, que permitió la construcción de bloques de viviendas, colegios, parques y nuevas infraestructuras, entre ellas la avenida de Augusto García Sánchez.[47] En la actualidad, el barrio alberga la Ciudad Administrativa de Pontevedra,[48] el centro deportivo más grande de Pontevedra y numerosas zonas verdes. En 2025 se presentó un ambicioso proyecto para el destape y renaturalización del río Gafos a su paso por el barrio, con la creación de un extenso parque fluvial.[49][50][51][52]

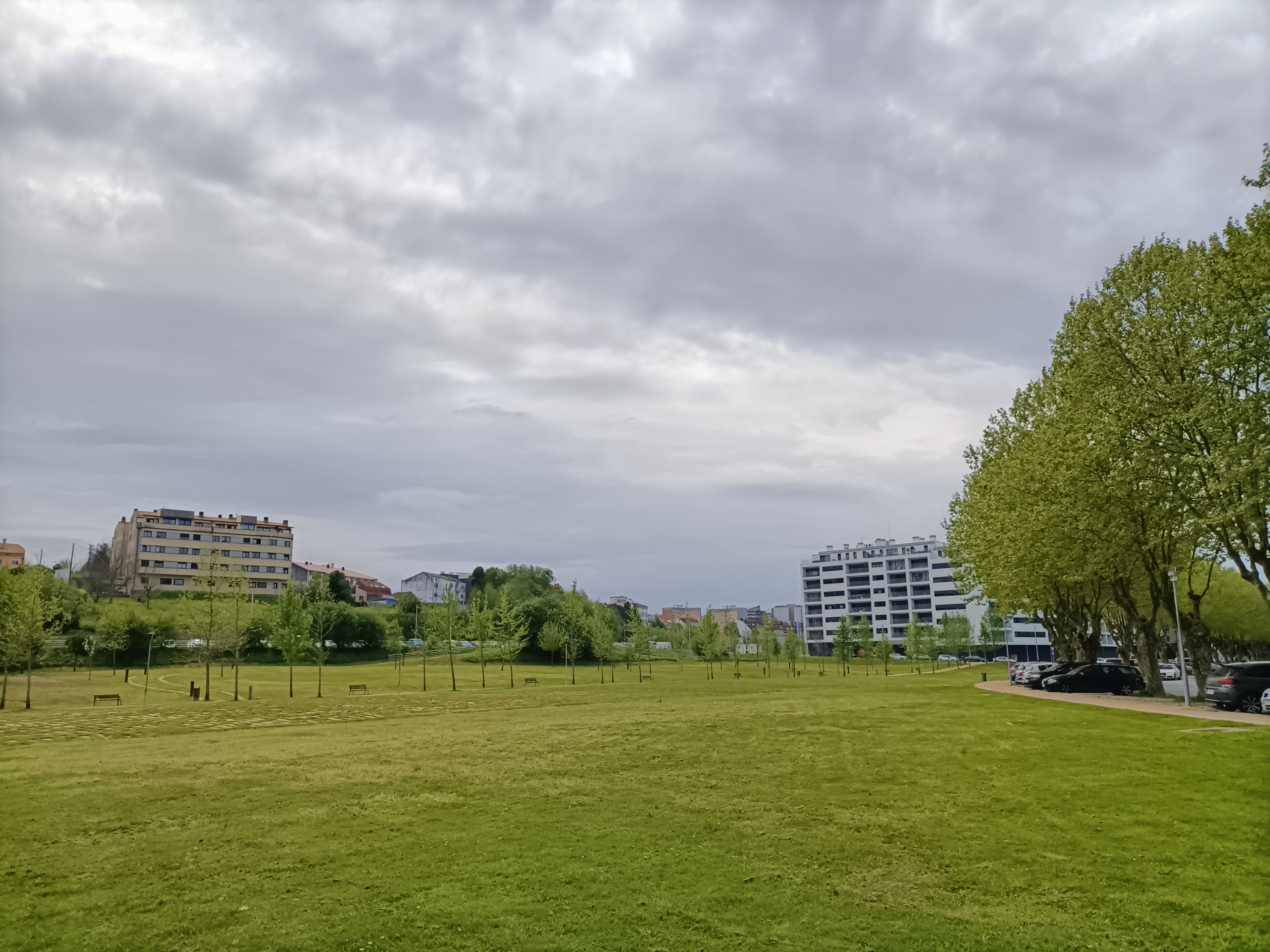
Parque de Tafisa en Tafisa-A Seca.

- Tafisa-A Seca: Tafisa-A Seca es un barrio integrado de la ciudad de Pontevedra situado en la parte nororiental del núcleo urbano, junto al río Lérez. Su origen se remonta a finales de los años cincuenta del siglo XX, cuando se inició la urbanización del núcleo de A Seca, una zona relativamente elevada y libre de marismas que acogió viviendas sociales promovidas por la Obra Sindical del Hogar.[53] La calle A Seca, que seguía el antiguo Camino Viejo de Castilla, marcaba el límite septentrional del barrio. A partir de 1958, al norte de esta calle, comenzó a operar la fábrica de tableros Tafisa, de capital sueco, que dio nombre a la zona y funcionó durante más de cuatro décadas, hasta su cierre en 2002.[54] El trazado ferroviario inaugurado en 1966 dividió el barrio en A Seca,[55] pero su cohesión mejoró en 1995 con la apertura de la calle José Malvar y el Puente de los Tirantes.[56] Tras la clausura de la fábrica, en 2011 comenzaron las obras de urbanización de los terrenos de Tafisa, dando paso a un nuevo barrio moderno, con calles amplias, parques y zonas verdes.[57][58] En 2012 se cubrió la vía férrea en A Seca, facilitando la integración urbana. En los años siguientes se añadieron nuevos equipamientos, como un parque anexo al Camino Viejo de Castilla.[59] Hoy, Tafisa-A Seca es un barrio en desarrollo que combina tradición residencial y diseño urbano contemporáneo.
- Os Salgueiriños: El barrio de Os Salgueiriños es una pequeña zona residencial situada en la parte oriental de la ciudad de Pontevedra, próxima al barrio de A Parda. Su nombre, que hace referencia a los "salgueiros" (sauces en gallego) que antaño abundaban en la zona donde se asienta, recuerda su pasado ligado al entorno natural. El barrio fue edificado en la década de 1950 pero con el crecimiento urbano de Pontevedra fue integrándose progresivamente en la trama de la ciudad. Hoy en día conserva un carácter tranquilo, con presencia de viviendas bajas y accesos cercanos al Hospital Provincial de Pontevedra y a la Ciudad de la Justicia de Pontevedra.[60][61]
- O Castañal : El barrio de O Castañal, ubicado al noreste de Pontevedra, comenzó su desarrollo urbano principalmente durante los años 70 del siglo XX. Originalmente, esta zona era un área rural con poca población, pero la creciente demanda de viviendas llevó a una expansión que transformó el territorio en un barrio residencial. A lo largo de los años, O Castañal ha experimentado mejoras significativas en infraestructuras y servicios públicos, consolidándose como una zona habitada por familias con un perfil socioeconómico diverso. La reurbanización del barrio de O Castañal, realizada en 2021 y 2022, incluyó la renovación de la calle central Ernesto Caballero y vías aledañas con la mejora de servicios, pavimentos de granito y asfalto pulido, ampliación de aceras y creación de plataformas peatonales. Se incorporó mobiliario urbano moderno, nueva iluminación, logrando un barrio más accesible, sostenible y acorde al modelo urbano de Pontevedra.[62][63] Está proyectada la urbanización y acondicionamiento del nuevo parque de la Camelia entre O Castañal y A Eiriña.

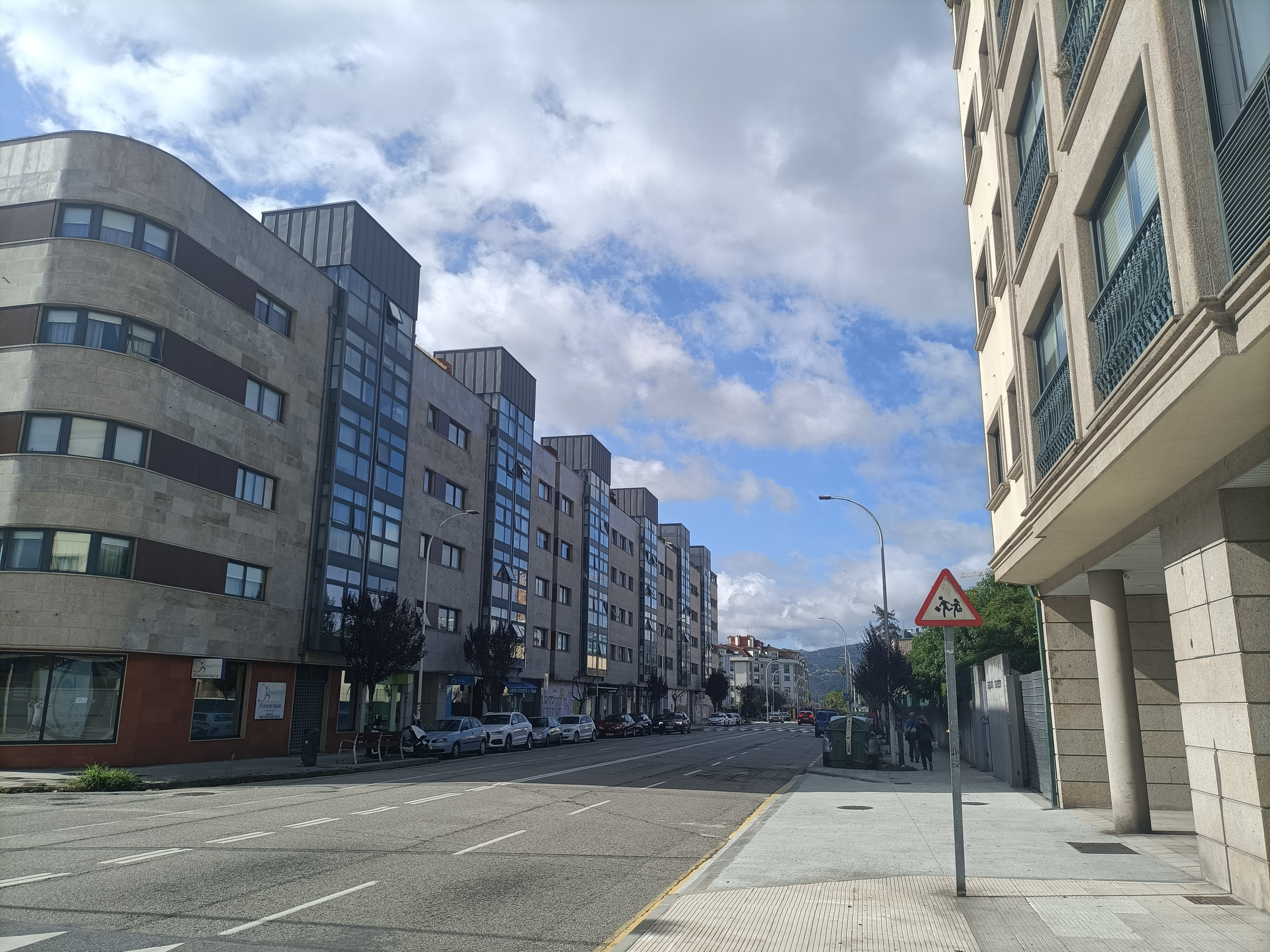
Avenida Virxinia Pereira Renda en A Parda.

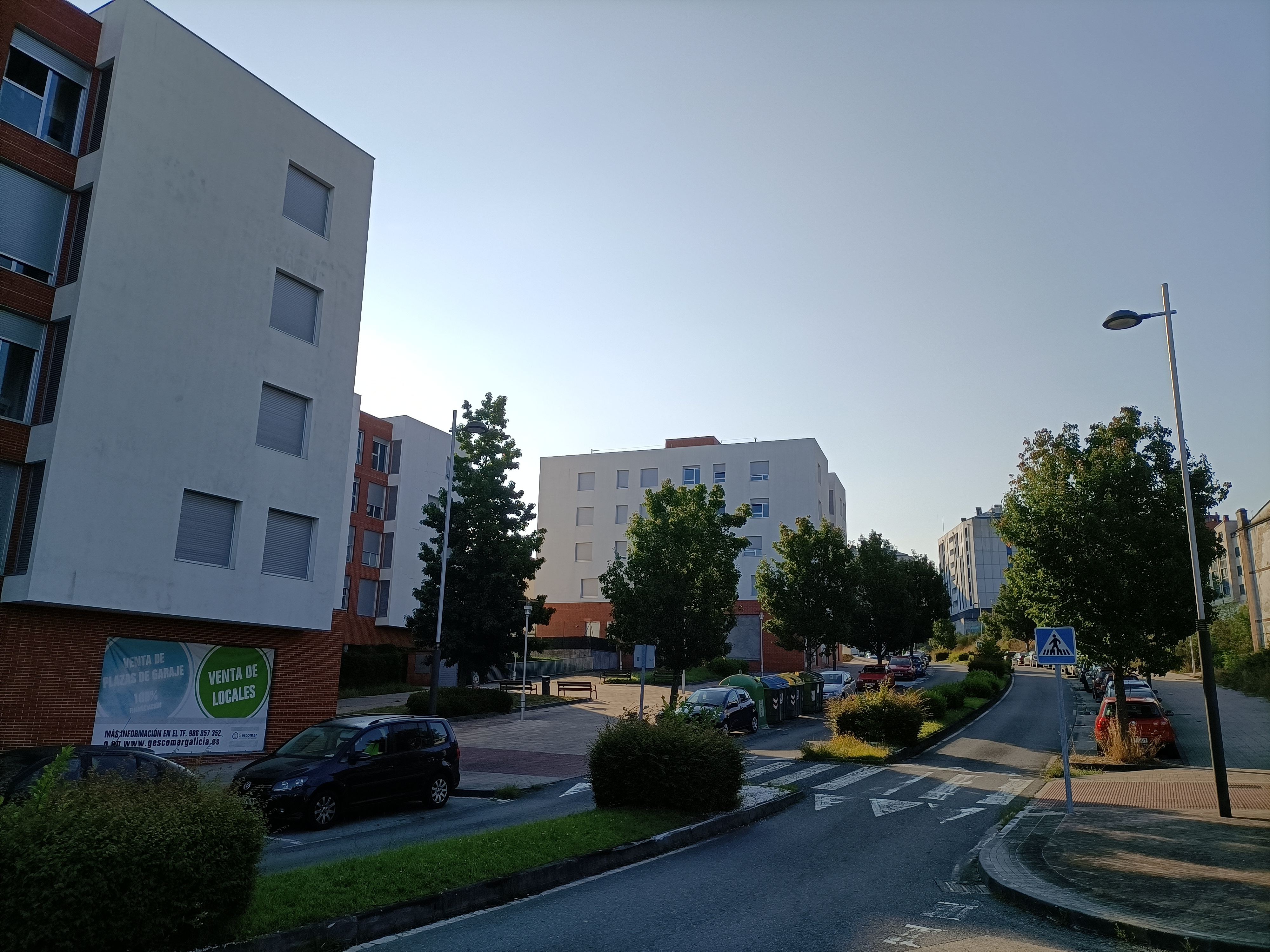
Calle Prado Novo en Valdecorvos.

- A Parda:  A Parda es un barrio residencial situado en la parte oriental de Pontevedra que comenzó a desarrollarse de manera significativa a partir de finales de los años 1990, tras el derribo de la antigua prisión provincial, la apertura de la avenida Virxinia Pereira Renda y la construcción del primer edificio judicial de la Ciudad de la Justicia de Pontevedra, inaugurado en 1998.[64][65][66][67] En sus orígenes, destaca el Pazo de A Parda, construido entre los siglos XVIII y XIX y vinculado a importantes figuras políticas del siglo XX. El barrio creció con la urbanización de avenidas amplias como Virxinia Pereira Renda y Pintor Laxeiro,[68] la apertura de equipamientos educativos como la nueva sede del Conservatorio Profesional de Música Manuel Quiroga en 2004[69][70] y la Escuela Infantil A Parda en 2011, así como la implantación de un centro de salud con Punto de Atención Continuada en 2009.[71] A Parda destaca por sus zonas verdes, como el Parque de A Parda.[72]
- Valdecorvos: Valdecorvos es un barrio residencial en expansión situado en el este de la ciudad de Pontevedra. Su nombre recuerda el carácter natural y silvestre que tuvo esta zona en el pasado. El desarrollo urbano de Valdecorvos comenzó a definirse en el Plan General de 1989, aunque no fue hasta 2008 cuando se desbloqueó el proyecto y se puso en marcha su urbanización.[73][74] Desde entonces, se ha convertido en uno de los barrios con más vivienda protegida de la ciudad, combinando iniciativas públicas y privadas. Su crecimiento ha estado acompañado por infraestructuras como el paso subterráneo que lo conecta con la calle José Malvar o la calle principal, Prado Novo, que estructura el barrio con amplios viales y aparcamientos.[75][76] El corazón verde de Valdecorvos es su gran parque homónimo, con más de seis hectáreas de extensión, senderos peatonales, un arroyo con puentes de madera, un robledal y un mirador con vistas al este de la ciudad.[77] Este parque, junto con zonas ajardinadas como el cercano parque de As Regas y con las nuevas promociones de vivienda pública y privada, ha contribuido a transformar Valdecorvos en uno de los principales focos de desarrollo residencial de la ciudad de Pontevedra.[78][79][80][81]

## Barrios periféricos

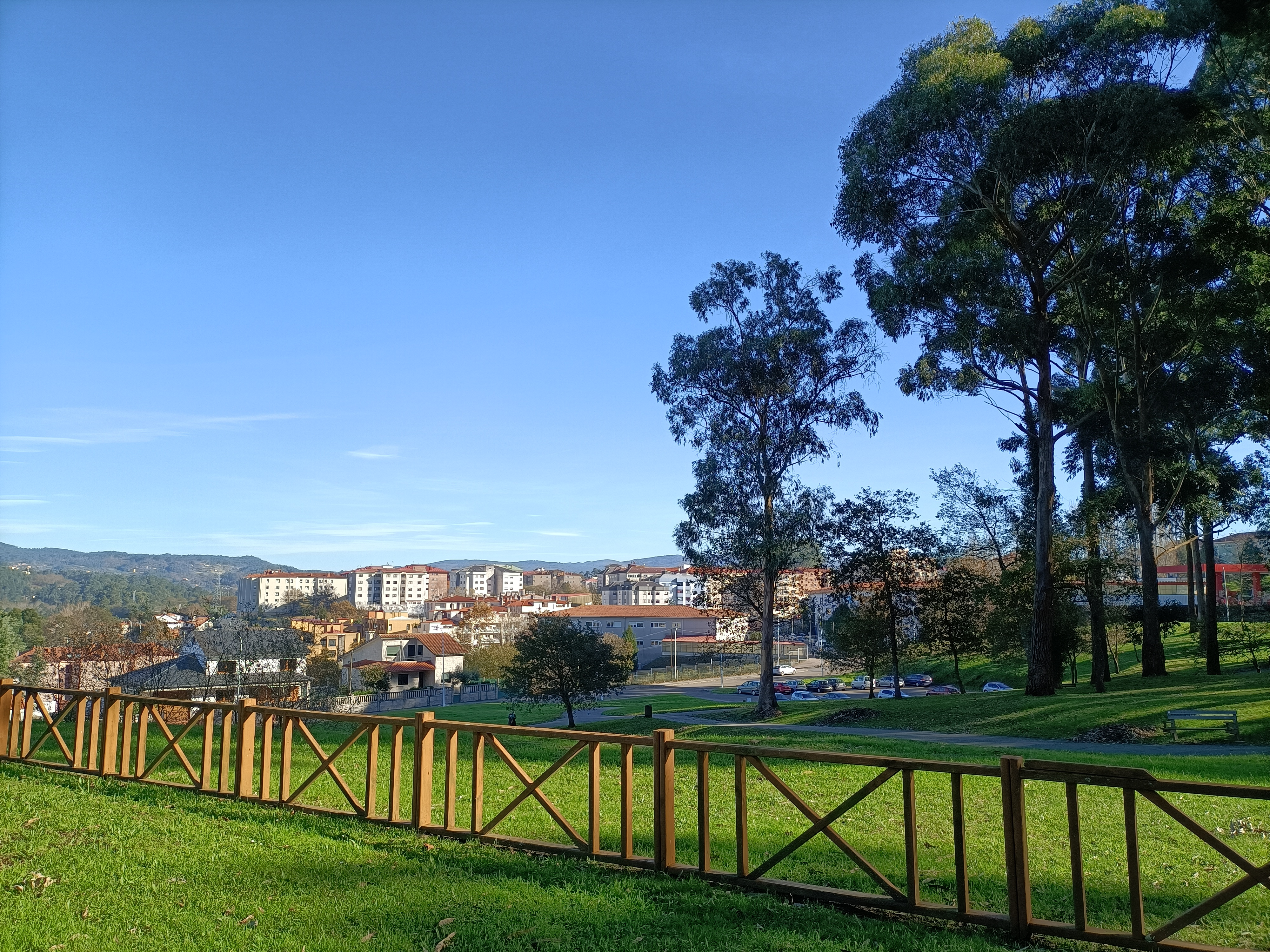
Monte Porreiro desde el parque del Mirador.

- Monte Porreiro: Monte Porreiro es un barrio del noreste de la ciudad de Pontevedra, ubicado en la parroquia de Mourente y delimitado por el río Lérez y los lugares de Os Campos, Areás y O Monte. Su nombre proviene del término porreiro, que alude a la abundancia de pendientes en la zona.[82] Este barrio tiene su origen en terrenos que durante siglos fueron de uso comunal hasta que, tras la desamortización del siglo XIX, pasaron a manos privadas. A comienzos del siglo XX, la antigua finca Villa Buenos Aires, que ocupaba la extensa superficie del actual barrio, fue adquirida por el filántropo pontevedrés Casimiro Gómez Cobas, quien emigró a Argentina y regresó con una notable fortuna. En ella construyó una suntuosa mansión de estilo suizo, promovió la creación de un balneario y desarrolló una innovadora granja experimental.[83][84][85][86] Con el paso del tiempo, y tras su muerte, estos terrenos fueron urbanizados dentro del Plan General de 1968, dando lugar al actual barrio residencial. Hoy, Monte Porreiro cuenta con un instituto de educación secundaria, colegios, zonas verdes como el Parque del Mirador, una iglesia dedicada al Buen Pastor y la sede del Centro Asociado de la UNED en Pontevedra.[87]

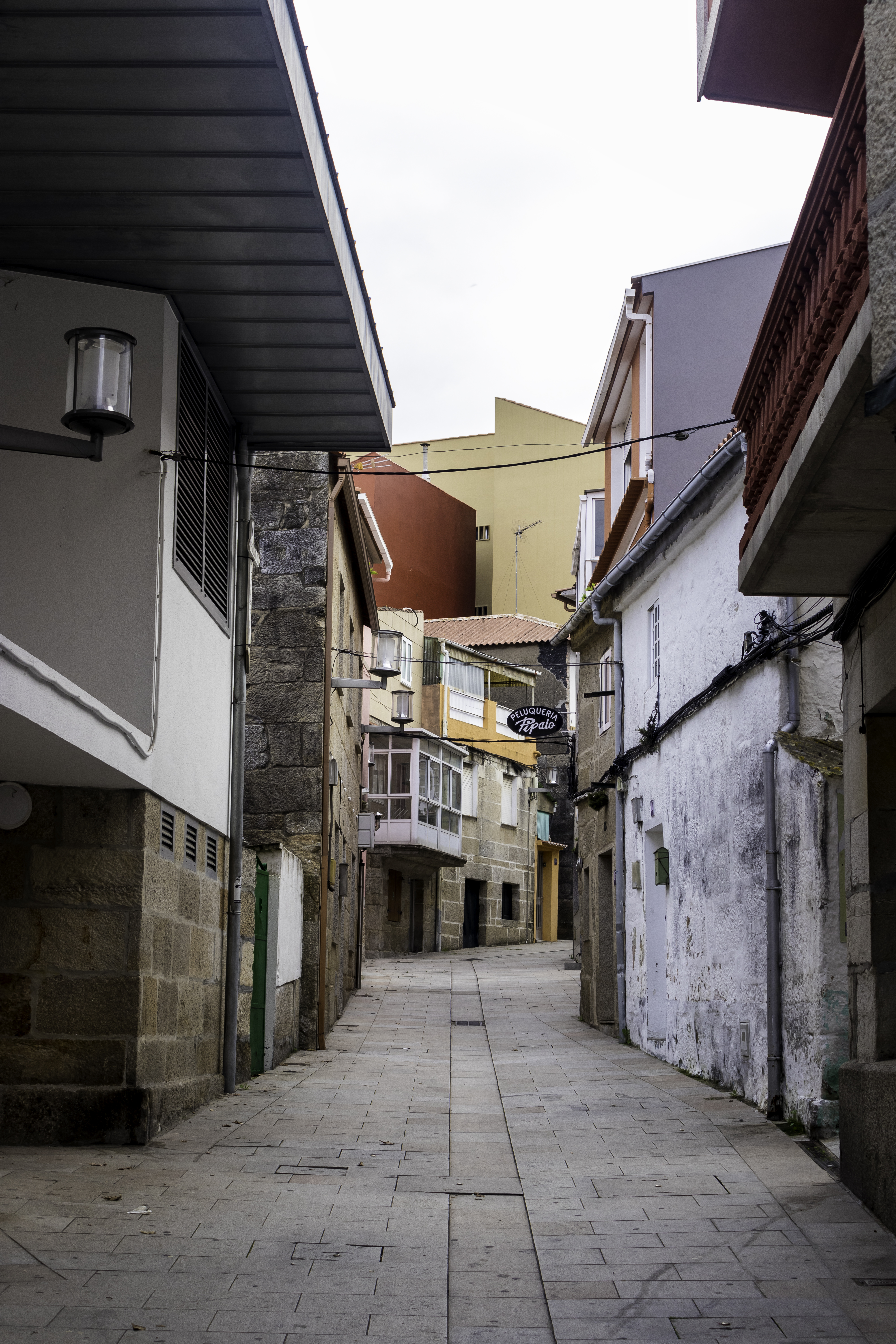
Calle Senén Sobral en Estribela.

- Ponte Muíños : Ponte Muíños es un barrio del suroeste de la ciudad de Pontevedra, ubicado en la parroquia de Lourizán, muy próximo al complejo industrial de ENCE. Surgió a finales de los años 1950 como una zona residencial obrera, impulsada por la instalación de la fábrica de celulosas. El barrio está compuesto principalmente por bloques de viviendas, distribuidos en una zona a la que se accede por la calle Camelias que asciende desde la carretera PO-546. Ponte Muíños destaca por la sede el complejo deportivo Rías do Sur en la calle Matos, con la única piscina olímpica (de 50 metros) de la provincia de Pontevedra.[88] A lo largo de los años, Ponte Muíños ha experimentado mejoras en infraestructuras y servicios básicos, aunque sigue conservando en buena medida su carácter popular y su vinculación histórica con el entorno industrial de Lourizán.[89][90]
- Estribela: Estribela es un tradicional barrio marinero del suroeste de Pontevedra, perteneciente a la parroquia de Lourizán, que conserva la identidad y el trazado característicos de las antiguas villas portuarias.[91][92] A escasos kilómetros del centro urbano, su desarrollo estuvo históricamente ligado a la actividad del puerto y al auge de una pequeña burguesía durante el siglo XIX, reflejada aún hoy en las casas señoriales de piedra que conviven con viviendas marineras de una o dos plantas. El núcleo se consolidó como barrio en el siglo XX, y aunque su crecimiento urbanístico ha sido limitado por normativas de conservación, su carácter singular se ha preservado gracias a planes de rehabilitación impulsados desde 2008. Situado entre las carreteras PO-546 y PO-11, Estribela mantiene una disposición lineal que la conecta directamente con Placeres y Marín, formando un continuo urbano.[93]
- Placeres: Situado en la parroquia de Lourizán, Placeres fue durante décadas el lugar de recreo predilecto de los pontevedreses y un importante enclave marítimo vinculado a la ría de Pontevedra. Su historia se remonta al menos al siglo XV, cuando ya figuraba en mapas con el nombre de Louriçan, y ha estado estrechamente ligada a la devoción marinera por la Virgen de los Placeres, cuya capilla original fue lugar de oración para los pescadores antes de salir a faenar. A finales del siglo XIX, gracias al impulso de Eugenio Montero Ríos, Placeres vivió su etapa de mayor esplendor con la construcción de la nueva iglesia parroquial, varias casas de baños, hoteles y villas de veraneo, atrayendo a turistas y miembros de la élite de la zona. En 1902 se inauguró el Gran Hotel de Baños de Mar, posteriormente reconvertido en colegio, y en sus aguas se celebraban regatas organizadas por el Real Sport Náutico. A partir de mediados del siglo XX, el entorno fue transformado por infraestructuras como la autovía a lo largo de la ría y a principios del siglo XXI por el ramal ferroviario al puerto de Marín-Pontevedra, que modificaron el paisaje original. Hoy día, Placeres conserva su iglesia neogótica, el colegio plurilingüe del Sagrado Corazón y la playa de A Posta como testigos de un pasado ligado al veraneo, la vida social y la actividad marítima de Pontevedra.[94][95][96]

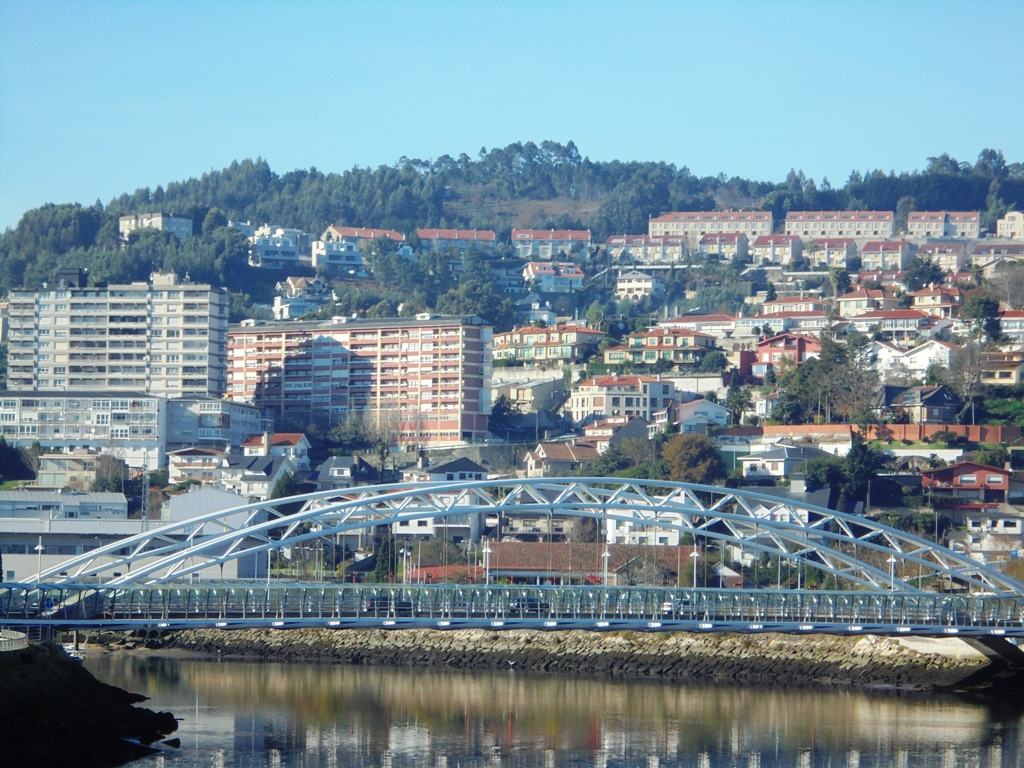
A Caeira y el puente de las Corrientes.

- A Caeira: Aunque pertenece administrativamente al municipio de Poyo, A Caeira forma un continuo urbano con Pontevedra y funciona de facto como un barrio residencial de la capital. Su historia se remonta a la Edad del Bronce y, siglos más tarde, durante la Guerra de la Independencia, fue escenario de enfrentamientos entre las tropas napoleónicas y las milicias locales. A finales del siglo XIX, la familia Riestra impulsó su transformación con la instalación de una fábrica de cerámica[97] y la creación de una finca señorial con palacete, que se convirtió en un centro de actividad política y social pontevedresa y llegó a funcionar como hospital durante la guerra de Cuba.[98][99] A partir de la década de 1970, A Caeira se consolidó como una zona residencial con viviendas unifamiliares, chalets (dos de ellos diseñados por el arquitecto Alejandro de la Sota Martínez) y edificios colectivos alrededor de la plaza de Riestra en A Caeira de Abaixo. Hoy, el barrio se caracteriza por espacios como el parque de verano del Liceo Casino o el Club de Tenis.[100][101][102]
- A Barca: También en el municipio de Poyo, A Barca forma parte del continuo urbano con Pontevedra, de la que la separa únicamente el río Lérez y el puente de la Barca. Históricamente, fue una zona estratégica por su emplazamiento junto al puente que comunicaba ambas orillas, y que durante siglos fue paso obligado para viajeros y mercancías. En el siglo XX, con la expansión urbana de Pontevedra, A Barca experimentó un notable crecimiento como área de tránsito y acceso a la capital, concentrando funciones comerciales, hosteleras y residenciales. Hoy, A Barca destaca por su carácter urbano consolidado a lo largo de la PO-308, con bloques de viviendas, servicios y comercios, y por su papel como nudo de comunicación entre Poyo y Pontevedra.[103][104]